# Брайтунген (Верра)
Брайтунген (нем. Breitungen) — община в Германии, в земле Тюрингия.
Входит в состав района Шмалькальден-Майнинген. Население составляет 4910 человек (на 31 декабря 2010 года). Занимает площадь 44,89 км².

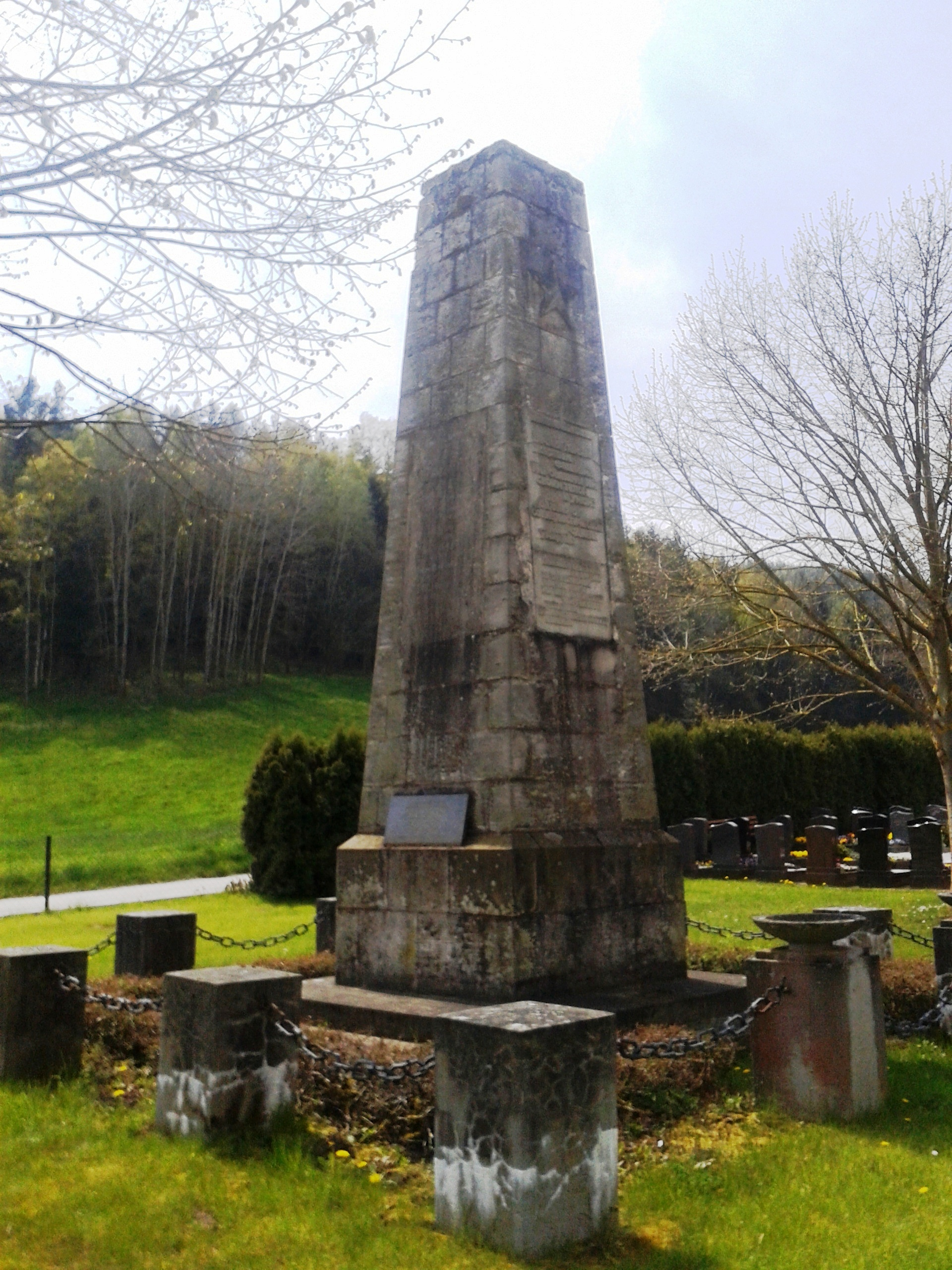
Памятник русских жертв нацизма — Брайтунген